# Neoplocaederus granulatus
Neoplocaederus granulatus es una especie de escarabajo longicornio del género Neoplocaederus, tribu Cerambycini, subfamilia Cerambycinae. Fue descrita científicamente por Aurivillius en 1908.

## Descripción
Mide 45 milímetros de longitud.

## Distribución
Se distribuye por Namibia y Sudáfrica.